# Ернст-Зігфрід Штен
Ернст-Зігфрід Штен (нім. Ernst-Siegfried Steen; 25 вересня 1912, Кіль, Німецька імперія — 23 вересня 1941, Кронштадт, РРФСР) — німецький льотчик-ас штурмової авіації, гауптман люфтваффе. Кавалер Лицарського хреста Залізного хреста.

## Біографія
В 30-х роках вступив на службу в люфтваффе, служив у штурмовій авіації. Учасник Польської і Французької кампаній. Під час битви за Британію потопив кілька британських транспортних кораблів. Учасник нальотів на Крит, потопив біля його берегів 2 британські есмінці та крейсер. З 1 серпня 1941 року — командир 3-ї групи 2-ї ескадри пікіруючих бомбардувальників. Літав на Ju.87B. 23 вересня 1941 року під час атаки на радянський легкий крейсер «Кіров» його літак був підбитий, і Штен вирішив здійснити таран крейсера, однак літак упав у воду поряд з бортом корабля, але бомба, що спрацювала, пошкодила крейсер.
Всього за час бойових дій здійснив 301 бойовий виліт.

## Нагороди
- Нагрудний знак пілота
- Медаль «За вислугу років у Вермахті» 4-го класу (4 роки)
- Залізний хрест
  - 2-го класу (15 вересня 1939)
  - 1-го класу (28 травня 1940)
- Медаль «У пам'ять 1 жовтня 1938 року» із застібкою «Празький град» (1 жовтня 1939)
- Пам'ятна медаль «За оборону Словаччини в березні 1939» (Перша словацька республіка; 14 березня 1940)
- Нагрудний знак пілота (Болгарія) (1 травня 1941)
- Авіаційна планка бомбардувальника
  - в сріблі (травень 1941)
  - в золоті (3 липня 1941)
- Лицарський хрест Залізного хреста (17 жовтня 1941, посмертно)